# Xysticus pynurus
Xysticus pynurus är en spindelart som beskrevs av Benoy Krishna Tikader 1968. Xysticus pynurus ingår i släktet Xysticus och familjen krabbspindlar. Inga underarter finns listade i Catalogue of Life.